# سیارک ۲۲۳۵
سیارک ۲۲۳۵ (به انگلیسی: 2235 Vittore، نامگذاری:A924GA) دو هزار و دویست و سی و پنجمین سیارک کشف شده‌است که در ۵ آوریل ۱۹۲۴ و در هایدلبرگ کشف شد.
قدر مطلق سیارک برابر ۱۰٫۷۰ است.